# Regiunea Kaffrine
Regiunea Kaffrine este o unitate administrativă de gradul I a Senegalului. Reședința sa este orașul Kaffrine. S-a format în anul 2008, prin împărțirea fostei regiuni Kaolack.